# Julien Ingrassia

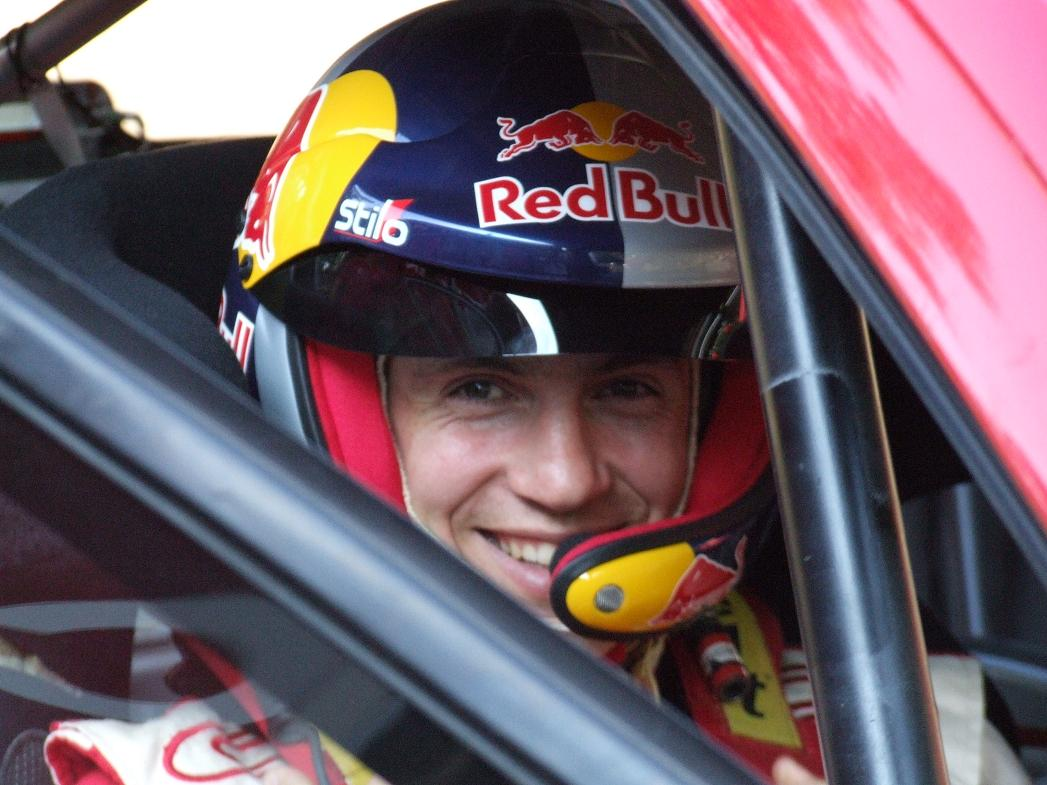
Julien Ingrassia

Julien Ingrassia, född 26 november 1979 i Aix-en-Provence, är en fransk kartläsare som tävlar tillsammans med Sébastien Ogier för Toyota Gazoo Racing i WRC.

## Karriär
Ingrassia har tidigare tävlat för M-Sport Ford, Volkswagen och en tidigare sejour för Citroën Total World Rally Team.
Julien Ingrassia började sin karriär 2002 i Frankrike. 2008 började han tävla med Sébastien Ogier i juniorvärldsmästerskapet. 2010 började duon tävla i WRC (Rally-VM), i Citroëns fabriksstall med en Citroën C4 WRC och vann tillsammans två tävlingar. 
2011 fortsatte deras succé i samma stall med en Citroën DS3 WRC och de vann totalt fem rallyn. 
2012 körde de en Škoda Fabia Super 2000 för Volkswagen Motorsport i samtliga deltävlingar samtidigt som tester med Volkswagens VW Polo R WRC pågick inför säsong 2013.
2013 började de tävla i VW Polo R WRC som de sedermera vann fyra raka titlar med mellan 2013 och 2016. 
Inför 2017 drog sig Volkswagen ur WRC, varvid duon skrev på för M-Sport Ford. De vann VM även 2017 och 2018, och skrev inför 2019 på för en återkomst till Citroën Total World Rally Team.
De skrev på för Toyota inför säsongen 2020.

## Vinster iWRC[2]
| Säsong | Rally | Förare          | Bil                   |
| ------ | --- | --------------- | --------------------- |
| 2010   | Vodafone Rally de Portugal Rally Japan | Sébastien Ogier | Citroën C4 WRC        |
| 2011   | Jordan Rally Vodafone Rally de Portugal Acropolis Rally ADAC Rallye Deutschland Rallye de France Alsace                                                                                            | Sébastien Ogier | Citroën DS3 WRC       |
| 2013   | Rally Sweden Rally Guanajuato Mexico Vodafone Rally de Portugal Rally d'Italia Sardegna Neste Oil Rally Finland Coates Hire Rally Australia Rallye de France Alsace Rally Catalunya Wales Rally GB | Sébastien Ogier | Volkswagen Polo R WRC |
| 2014   | Rallye Monte-Carlo Rally Guanajuato Mexico Vodafone Rally de Portugal Rally d'Italia Sardegna Lotos Rally Poland - Rajd Polski Coates Hire Rally Australia Rally Catalunya Wales Rally GB          | Sébastien Ogier | Volkswagen Polo R WRC |
| 2015   | Rallye Monte-Carlo Rally Sweden Rally Guanajuato Mexico Rally d'Italia Sardegna Lotos Rally Poland - Rajd Polski ADAC Rallye Deutschland Coates Hire Rally Australia Wales Rally GB                | Sébastien Ogier | Volkswagen Polo R WRC |
| 2016   | Rallye Monte-Carlo Rally Sweden ADAC Rallye Deutschland Tour de Corse Rally Catalunya Wales Rally GB                                                                                               | Sébastien Ogier | Volkswagen Polo R WRC |
| 2017   | Rallye Monte-Carlo Vodafone Rally de Portugal | Sébastien Ogier | Ford Fiesta WRC       |
| 2018   | Rallye Monte-Carlo Rally Guanajuato Mexico Tour de Corse Wales Rally GB | Sébastien Ogier | Ford Fiesta WRC       |
| 2019   | Rallye Monte-Carlo Rally Guanajuato Mexico Rally Turkey | Sébastien Ogier | Citroën C3 WRC        |
| 2020   | Rally Guanajuato Mexico Rally Monza | Sébastien Ogier | Toyota Yaris WRC      |
| 2021   | Rallye Monte-Carlo Croatia Rally | Sébastien Ogier | Toyota Yaris WRC      |